# Illuka (obec)
Obec Illuka (estonsky Illuka vald) je bývalá samosprávná jednotka estonského kraje Ida-Virumaa. V roce 2017 byla v rámci reorganizace estonských samospráv začleněna do obce Alutaguse.

## Osídlení
V obci žije přibližně tisíc obyvatel v devatenácti vesnicích Agusalu, Edivere, Illuka, Jaama, Kaatermu, Kaidma, Kamarna, Karoli, Kuremäe, Kivinõmme, Konsu, Kuningaküla, Kurtna, Ohakvere, Ongassaare, Permisküla, Puhatu, Rausvere a Vasavere. Administrativním centrem obce je vesnice Illuka.